# دوغ كار
دوغ كار (بالفرنسية: Doug Karr)‏ هو مخرج فرنسي، ولد في 27 مارس 1980 في باريس في فرنسا.

## وصلات خارجية
- دوغ كار على موقع IMDb (الإنجليزية)
- دوغ كار على موقع أول موفي (الإنجليزية)
- دوغ كار على موقع قاعدة بيانات الفيلم (الإنجليزية)
- دوغ كار على موقع كينوبويسك (الروسية)